# Морозко (фільм, 1924)
«Морозко» — радянський чорно-білий короткометражний фільм-казка, поставлена на студії «Межрабпом-Русь» в 1924 році режисером Юрієм Желябужським за мотивами однойменної російської народної казки. Прем'єра фільму в СРСР відбулася 9 квітня 1924 року. Акторський дебют в кіно відомого радянського актора Бориса Ліванова.

## Сюжет
Історія про те, як за намовою злої мачухи старий відвіз свою дочку в ліс, і як добрий старий Морозко подбав про бідну дівчинку-сироту.

## У ролях
- Варвара Массалітінова — стара
- Василь Топорков — старий
- Галина Громова — дочка баби
- Клавдія Єланська — Марфуша, падчерка
- Борис Ліванов — Морозко
- Віталій Лазаренко — Мороз
- Анатолій Нелідов — епізод
- Любов Баршева — епізод

## Знімальна група
- Автор сценарію, режисер і кінооператор — Юрій Желябужський
- Художники — Віктор Сімов, Сергій Козловський